# 청풍군
| Daedongyeojido (Gyujanggak) 14-04.jpg |
| Daedongyeojido (Gyujanggak) 15-03.jpg |

청풍군(淸風郡)은 근대까지 지금의 제천시 금성면, 청풍면, 수산면, 덕산면, 한수면에 있었던 옛 군이다.

## 기록
청풍현은 고구려 사열이현(沙熱伊縣)인데 경덕왕때에 이름을 고쳤다 -하략-
-삼국사기 권 제34 잡지 제3 - 지리 2/신라 삭주 내제군

## 개요
- 청풍면을 중심으로 금성면, 수산면, 덕산면, 한수면에 걸쳐있던 지역이다.

1. 정약용의 『아방강역고(我邦疆域考)』에 “성열(省熱)은 사열(沙熱)이니, 지금의 청풍(淸風)이다.” 라고 하였다.
2. 신채호의『조선상고사(朝鮮上古史)』에 “성열현인(省熱縣人) 우륵(于勒)”이라 하니, 륵(勒)은 ‘밈라加羅’의 악공(樂工)이요, 성열현(省熱縣) 금 청풍은 당시에 충주 곧 미을성(未乙省)에 속하였던 땅이다.” 라고 하였다.
3. 『제천군지』(1969)에 “사열이(沙熱伊)․성잉이(省仍伊)․성열이(省熱伊)로 전(轉)하고 다시 ‘량(凉)’에 의(義)에 의(依)하여 ‘청풍(淸風)’으로 의역(意譯)된다.” 라고 하였다.
4. 이윤재(1888~1943)는 『동아일보』 1934년 12월 16일자 가야금의 기고에 “성열현(시방 청풍군) 사람 우륵” 이라 하였다.
5. 『한국민족문화대백과사전』의 제원군 역사조에, “청풍을 사열이현(沙熱伊縣)이라 하였는데, 가야금을 제작한 우륵(于勒)이 이곳에서 태어났다고 전한다.” 하였다.
6. 정호완의 『사열이(沙熱伊/省熱)의 형태와 의미』에 “사열이의 또 다른 성열은 사열이와 마찬가지로 살-을 표기한다. 성(省)은 살필 성인데 살피-살의 가능성을 찾을 수 있고 사열이나 성열의 열(熱)은 앞의 글자를 열의 리을(ㄹ)로 끝나게 읽는 말음첨기로 보면 부리가 없다. 살피는 이정표 혹은 두마을의 경계표지를 이루는 말로 사이 공간과 경계표지를 이룬다.” 라고 하였다.

상기 출전자료에서 고구려의 사열이현은 전조에 한성백제시대에 백제의 성열현으로 고증된다.

## 역사
- 한수면 창내리와 명오리 일대에서 구석기유적, 청풍면 진목리 황석리,양평리에서 신석기 유적이 확인되었다.
- 단군조선시대인 청동기, 철기유적은 청풍면 양평·황석리와 한수면 사기리 유적으로 확인되었다.
- 열국시대에 백제의 영역이 되었다.
- 475년 한성백제가 패망하고 고구려군의 남하로 일시(향후 75년간) 고구려의 지배하에 놓였다.[1]
- 551년 백제에 탈환되었다가 다시 신라에 점령되었다. 통일후인 757년 경덕왕 16년에 청풍현으로 개명하고 내제군의 영현이 되었다.
- 고려시대인 1018년 고려 현종9년에 충주의 속현이 되었다.
- 1317년 충숙왕 4년에 군으로 승격하고 지사군(知事郡)이 되었다.
- 1660년 조선 현종2년에 청풍부로 승격되었다.
- 1895년 갑오개혁으로 충주부 청풍군이 되었다가 이듬해 충청북도 청풍군이 되었다.
- 1914년 일제에 의한 행정폐합으로 제천군에 합병되고 산하 면들도 통폐합되었다.